# Sven Werner (militär)
Sven Lars David Werner, född den 20 juni 1919 i Sundsvall, död den 19 augusti 1999 i Stockholm, var en svensk militär.
Werner avlade officersexamen 1941. Han blev fänrik samma år och löjtnant 1943 vid Smålands artilleriregemente. Werner genomgick Artilleri- och ingenjörhögskolans högre kurs 1945–1947 och blev kapten vid nämnda regemente 1949. Han blev major 1958, i generalstabskåren 1959, och var chef för personalavdelningen vid arméstaben 1958–1963. Werner blev överstelöjtnant vid Svea artilleriregemente 1963. Han befordrades till överste 1964 och var sektionschef vid arméstaben 1964–1968. Werner var chef för Svea artilleriregemente 1968–1974. År 1974 befordrades han till överste av första graden och var stabschef i Bergslagens militärområde 1974–1984. Werner blev riddare av Svärdsorden 1959, kommendör av samma orden 1968 och kommendör av första klassen 1972. Han är begravd på Norra begravningsplatsen utanför Stockholm.